# Salpe
Salpe va ser una llevadora a l'antiga Grècia citada per Plini el Vell, i autora d'una obra anomenada Paignia esmentada al Banquet dels erudits de Ateneu de Nàucratis. No és segur si la Salpe que menciona Plini i la esmentada per Ateneu eren la mateixa persona o no.

## Plini
Plini cita Salpe sis vegades a la seva Naturalis Historia. Salpe és descrita com una llevadora, tot i que també Plini li atribueix remeis generals, no tan sols aquells concernents a la salut de les dones. Els seus remeis només es conserven a través de les referències que fa Plini sobre ells, no hi ha cap escrit conservat amb les seves pròpies paraules. Salpe utilitza tant remeis amb herbes remeieres com la màgia per a curar una varietat de malalties –incloent-hi insolacions, rigidesa o entumiment de membres, i mossegades de gos.

## Athenaeus
Al Banquet dels erudits, Ateneu fa referència a Salpe com l'autora de Paignia. Ateneu cita a Nimfòdor de Siracusa, que reclama que Salpe, l'escriptora de Paignia, no era un renom que usava Mnasees de Patara, sinó que era una dona de Lesbos.
Paignia és generalment considerada una obra de literatura pornogràfica o eròtica que Ateneu associa amb l'escriptor i poeta Botris de Messana, un autor del segle cinquè.